# Malteška nadbiskupija
Rimokatolička Malteška nadbiskupija (malt.: Arċidjoċesi Ta 'Malta) je nadbiskupija latinskog obreda Katoličke Crkve na Malti. Postoje dvije katedrale: Katedrala sv. Pavla u Mdini i Konkatedrala sv. Ivana u Valleti.

## Povijest
Prema tradiciji je sam sveti Pavao osnovao biskupiju Malte 60. godine, kada je za biskupa postavljen Publije. Tako je s ovim činom Malta postala jedna od prvih zemalja koja je prešla na kršćanstvo u svijetu i prvi na zapadu. Dotadašnja biskupija Malte, koja je jedan od najstarijih biskupija u svijetu, bila je uzdignuta na rang nadbiskupije 1. siječnja 1944. Prije 1864. biskupija Malte uključivala je otoke Maltu, Gozo i Comino. 22. rujna 1864. biskupija je izgubila područje Goza i Comina, kada je papa Pio IX. uspostavio biskupiju Gozo.

## Datumi
- 22. siječnja - Spomendan sv. Publija (prvi biskup Malte)
- 5. veljače - Spomendan sv. Agate (zaštitnica nadbiskupije)
- 10. veljače - spomendanbrodoloma svetog Pavla (zaštitnik Malte)
- 8. listopada - Posveta glavne katedrale

## Nadbiskupi
| Ime                           | Od    | Do    |
| ----------------------------- | ----- | ----- |
| Nadbiskup Michael Gonzi       | 1944. | 1976. |
| Nadbiskup Joseph Mercieca     | 1976. | 2006. |
| Nadbiskup Paul Cremona        | 2007. | 2014. |
| Nadbiskup Charles J. Scicluna | 2015. | ...   |

## Poveznice
- Dodatak:Popis katedrala na Malti